# Napoleontische tijd van A tot Z

## A
- Adlercreutz, Carl Johan
- Alexander I van Rusland
- Amiens, Vrede van
- Austerlitz, Slag bij

## B
- Baai van Aboukir
- Bagration, Pjotr
- Barclay de Tolly, Michael Andreas
- Bataafse Republiek
- Beauharnais, Josephine de
- Beauharnais, Eugène de
- Beethoven, Ludwig van
- Berezina, Slag aan de
- Bernadotte, Jean
- Berg, groothertogdom
- Blücher, Gebhard Leberecht von
- Boekarest, Vrede van
- Bonaparte, Jérôme
- Bonaparte, Jozef
- Bonaparte, Lodewijk Napoleon
- Bonaparte, Lucien
- Bonaparte, Napoleon
- Bonaparte, Napoléon François Joseph Charles
- Bonaparte, Napoleon Lodewijk
- Bonaparte, Pauline
- Borodino, Slag bij
- Brune, Guillaume
- Brueys d'Aigalliers, François Paul de

## C
- Carlo Maria, Buonaparte
- Chassé, David Hendrik
- Code Civil
- Code Napoléon
- Concordaat van 15 juli 1801
- Congres van Wenen
- Continentaal stelsel

## D
- David, Jacques-Louis
- Daendels, Herman Willem
- Derde Coalitieoorlog
- Directoire
- Dresden, Slag bij

## E
- Eerste consul
- Eerste Franse Keizerrijk
- Elba
- Expeditie van Napoleon naar Egypte

## F
- Ferdinand IV van Napels
- Ferdinand VII van Spanje
- Finse Oorlog
- Frans I van Oostenrijk
- Franse bezetting van Malta
- Franse departementen in Griekenland
- Franse mediterrane veldtocht van 1798
- Franse republikeinse kalender
- Franse Revolutie
- Franse Tijd in België
- Franse Tijd in Nederland
- Frederik August I van Saksen
- Frederik Willem III van Pruisen
- Fredrikshamn, Vrede van

## G
- George III van het Verenigd Koninkrijk
- Gouvion Saint-Cyr, Laurent de
- Goya, Francisco
- Grande Armée
- Groothertogdom Berg
- Grouchy, Emmanuel de

## H
- Hamina, Vrede van
- Heilige Roomse Rijk
- Hertogdom Warschau
- Holland, Koninkrijk
- Honderd Dagen

## I
- Incident van 15 juli 1798
- Incident van 18 augustus 1798
- Italië, Koninkrijk
- Invasie van Guadeloupe

## J
- John Jervis

## K
- Karel IV van Spanje
- Koetoezov, Michail
- Koninkrijk Holland
- Koninkrijk Italië
- Koninkrijk Westfalen

## L
- Leipzig, Slag bij
- Ligny, Slag bij
- Lodewijk Napoleon
- Lodewijk II
- Lunéville, Vrede van

## M
- Mahmut II, Sultan van het Ottomaanse Rijk
- Malta, Beleg van
- Manley Dixon
- Marie Louise van Oostenrijk
- Marmont, Auguste de
- Masséna, André
- Maximiliaan I Jozef van Beieren
- Metternich, Klemens von
- Moreau, Jean Victor Marie
- Murat, Joachim

## N
- Napoleon Bonaparte
- Napoleon II
- Napoleontische oorlogen
- Napoleontische tijd
- Nelson, Horatio
- Ney, Michel

## O
- Overgave van Alexandrië

## P
- Patriotten
- Paus Pius VII
- Perponcher Sedlnitsky, Hendrik George de
- Poniatowski, Józef
- Pyramide van Austerlitz

## Q
- Quatre Bras, Slag bij

## R
- Reims, Slag bij
- Rijnbond
- Rusland, Veldtocht van Napoleon naar
- Russisch-Turkse Oorlog

## S
- Schimmelpenninck, Rutger Jan
- Sint-Helena
- Slag aan de Berezina
- Slag bij Austerlitz
- Slag bij Borodino
- Slag bij de Nijl
- Slag bij de Piramiden
- Slag bij Dresden
- Slag bij Leipzig
- Slag bij Ligny
- Slag bij Marengo
- Slag bij Reims (1814)
- Slag bij Santa Cruz de Tenerife (1797)
- Slag bij Quatre Bras
- Slag bij Waterloo
- Soult, Nicolas Jean-de-Dieu
- Spaanse Onafhankelijkheidsoorlog
- Staatsgreep van 18 Brumaire

## T
- Talleyrand, Charles-Maurice de
- Tilsit, Vrede van
- Trafalgar, Zeeslag bij
- Travers, Étienne Jacques, Baron van Jever
- Trip van Zoudtlandt, Albert Dominicus
- Tweede Coalitieoorlog

## V
- Veldtocht van Napoleon naar Rusland
- Verbond van Gewapende Neutraliteit
- Verdrag van Parijs (1802)
- Vrede van Amiens
- Vrede van Boekarest
- Vrede van Hamina (Fredrikshamn)
- Vrede van Kiel
- Vrede van Lunéville
- Vrede van Tilsit

## W
- Waterloo, Slag bij
- Warschau, Hertogdom
- Wellesley, Arthur
- Wenen, Congres van
- Wellington, Hertog van
- Westfalen, Koninkrijk
- Willem I der Nederlanden
- Jan Willem de Winter
- Wiselius, Samuel Iperusz.

## Z
- Zeeslag bij Trafalgar